# معتمدية البقالطة
معتمدية البقالطة  إحدى معتمديات الجمهورية التونسية، تابعة لولاية المنستير. احــــدثت المعتمدية 8 فبراير عام 1978. تتكون من أربعة عماداة ( البقالطة الشمالية. البقالطة الجنوبية. البغدادي. والبقالطة الشرقية ). تقع على السواحل الشرقية للبلاد التونسية على بعد 185 كلم عن العاصمة تونس و 45 كلم عن مدينة سوسة، و 30 كلم عن مدينة المنستير و 16 كلم عن مدينة المهدية.
يحدها غربا سبخة المكنين، وشرقا البحر الأبيض المتوسط، شمالا معتمدية طبلبة و جنوبا ولاية المهدية. ورغم صغر مساحة مدينة البقالطة فهي تملك عدد هام و هام جدّا من المميزات حيث تحتوي على شريط ساحلي من الشواطئ الجميلة يمتد على مسافة 12 كم، حيث تصبح هذه المدينة في كل صيف قبلة للمصطافين الذين يصل عددهم إلى حوالي 50 ألف مصطاف في نهاية الأسبوع.[بحاجة لمصدر]